# 海格爾山
47°43′39.4″N 11°30′48.4″E / 47.727611°N 11.513444°E

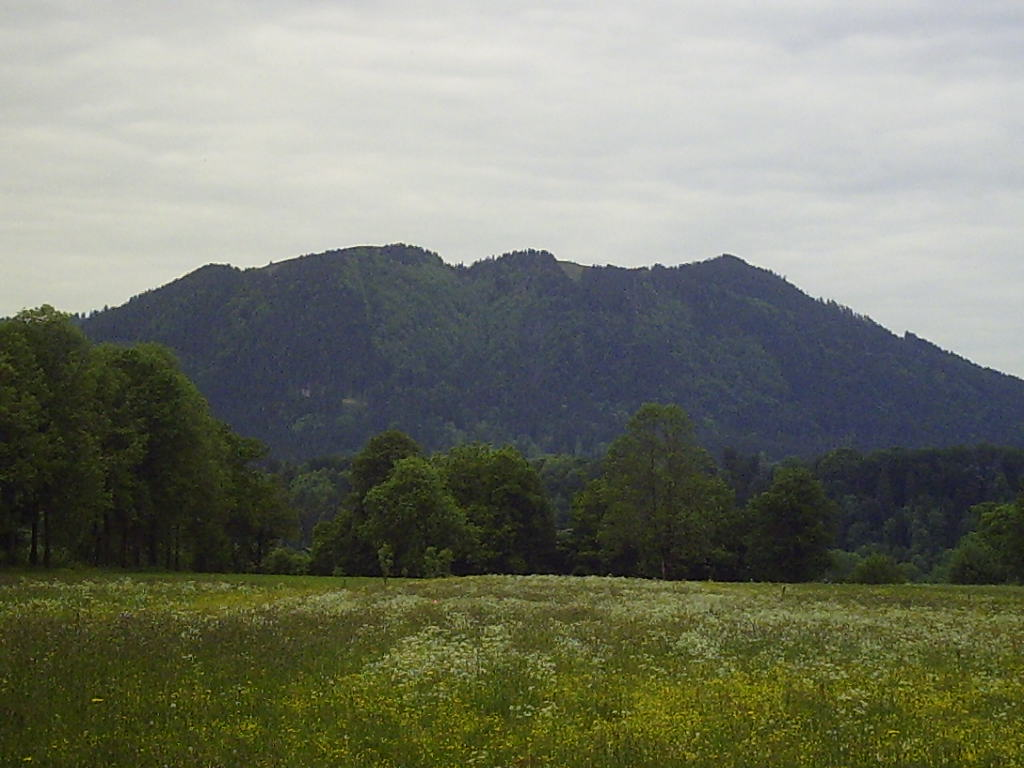

海格爾山（德語：Heigelkopf），是德國的山峰，位於該國東南部，由巴伐利亞負責管轄，處於瓦克斯貝格附近，該山峰海拔高度1,218米，每年平均降雨量1,764毫米。